# Килива

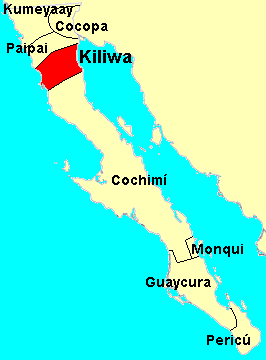
Область расселения индейцев Аридоамерики

Килива(исп. Kiliwa) — один из аборигенных народов Нижней Калифорнии в Мексике. На юге они граничили с кочими, а на севере — с племенем пайпай. Традиционная культура основана на охоте и собирательстве.
Племя ньякипа, проживающее на юго-западе этнолингвистической территории килива, этнографы нередко выделяют в отдельное племя.
В 2006 г. племя килива в знак протеста против злоупотреблений и произвола местных властей приняло решение добровольно отказаться от продолжения рода.
Язык килива (на котором говорят и ньякипа) относится к семье юма-кочими.